# SN 2005ly
SN 2005ly – supernowa typu IIn odkryta 21 grudnia 2005 roku w galaktyce UGC 934. W momencie odkrycia miała maksymalną jasność 18,60m.